# Маскированный артам
Маскированный артам (лат. Artamus personatus) — вид птиц из семейства ласточковых сорокопутов. Подвидов не выделяют. Эндемик Австралии.

## Описание

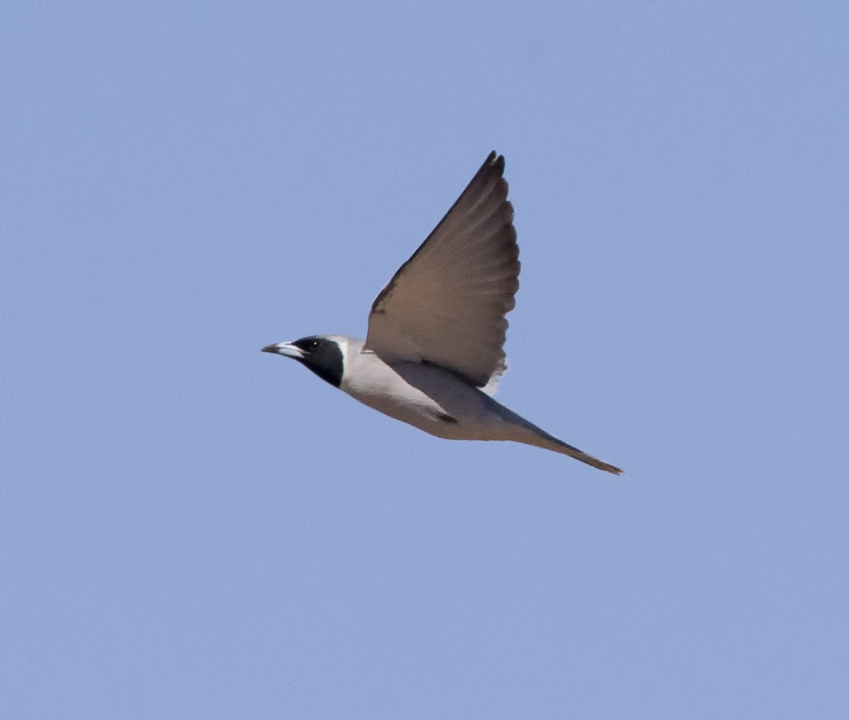
Маскированный артам в полёте

Маскированный артам достигает длины 18—20 см и массы от 25,5 до 42 г; размах крыльев составляет 32—34 см. Выражен незначительный половой диморфизм. У взрослых самцов лицо и горло чёрные, окаймленные сзади белым полумесяцем. Макушка, верхняя часть тела и верхняя часть крыльев серого цвета. Хвост серый с белым кончиком. Нижняя часть тела беловатая. Радужная оболочка тёмно-коричневая. Клюв бледно-синевато-серый с чёрным кончиком. Ноги от серого до чёрного цвета. Окраска оперения самок сходна с таковой у самцов, но более тусклая, с коричневатым оттенком; бледный полумесяц за лицевой «маской» нечёткий, нижняя часть тела размытого коричневатого цвета. Окраска оперения молодых особей похожа на таковую самок, но более тусклая, в основном тёмно-коричневая, более серая на крыльях и хвосте; верхняя часть тела и крыльев беловатая с прожилками и пятнами, нижняя часть — беловатая с рассеянными прожилками.

## Места обитания и поведение
Маскированный артам обитает в кустарниковых зарослях, открытых лесных массивах и на прилегающих к ним сельскохозяйственные угодьях. В основном насекомоядный вид; питается также нектаром, особенно в северной части ареала (зимой в Австралии). Насекомых ловит в основном в воздухе, во время полёта высоко над растительностью; иногда взлетая с присады. Охотится парами и небольшими группами.
Маскированный артам ведёт кочевой образ жизни, большинство особей после размножения перемещаются из южных частей Австралии в северные части и возвращаются для размножения весной и в начале лета Южного полушария. Мигирируют большими стаями, которые могут насчитывать более 1000 особей; в западной половине Австралии стаи, как правило, в основном моноспецифичны, а в восточной половине — смешанные, преимущественно с A. superciliosus в Квинсленде, Новом Южном Уэльсе и Виктории. Отмечены залёты в Тасманию, на острова Лорд-Хау, Норфолк и в Новую Зеландию.

## Размножение
Сезон размножения продолжается с июля по март (в основном с сентября по декабрь). Маскированный артам гнездится поодиночке, а также в разреженных колониях с гнездами на расстоянии 10 м друг от друга; в восточной части ареала часто в смешанных колониях с A. superciliosus. Гнездо сооружается в течение одной недели. Представляет собой неглубокую открытую чашечку, сделанную из веток, травы, иногда также из корешков и стеблей растений; изнутри выстилается более тонким сухим растительным материалом. Гнездо размещается в развилке дерева или кустарника, или в конце полой ветки или отверстии в пне, иногда в старом гнезде других видов птиц. В кладке 2—3 яйца, редко одно или четыре. Инкубационный период продолжается около 12 дней. Птенцы оперяются через 12—13 дней. В насиживании кладки и уходе за птенцами принимают участие обе родительские птицы. После вылета из гнезда птенцы находятся под присмотром родителей ещё не менее 12 дней. 